# Championnats du monde Xterra 2024
Navigation
Édition précédente Édition suivante
Les championnats du monde Xterra 2024, organisé par la Team Unlimited depuis 1986, se déroule les 29e septembre à Molveno dans la province autonome de Trente en Italie. C'est la troisième fois de son histoire que la course se déroule dans cette localité Italienne. Les triathlètes qualifiés, professionnels ou amateurs s'affrontent lors d'une épreuve sur distance M, avec 1500 m de natation, 30 km de vélo tout terrain (VTT) et 10 km de course à pied hors route.

## Résultats
Les tableaux présentent les « Top 10 » hommes et femmes des championnats du monde.
| Position           | Triathlète              | Pays       | Temps           |
| ------------------ | ----------------------- | ---------- | --------------- |
| Médaille d'or      | Arthur Serrières        | France     | 2 h 26 min 31 s |
| Médaille d'argent  | Félix Forissier         | France     | 2 h 27 min 45 s |
| Médaille de bronze | Jens Emil Sloth Nielsen | Danemark   | 2 h 31 min 6 s  |
| 4                  | Maxim Chané             | France     | 2 h 34 min 44 s |
| 5                  | Josiah Middaugh         | États-Unis | 2 h 36 min 48 s |
| 6                  | Sébastien Carabin       | Belgique   | 2 h 37 min 40 s |
| 7                  | Sullivan Middaugh       | États-Unis | 2 h 38 min 47 s |
| 8                  | Baptiste Fordoxcel      | France     | 2 h 40 min 1 s  |
| 9                  | Jules Dumas             | France     | 2 h 41 min 31 s |
| 10                 | Richard Murray          | Pays-Bas   | 2 h 43 min 16 s |

| Position           | Triathlète       | Pays     | Temps           |
| ------------------ | ---------------- | -------- | --------------- |
| Médaille d'or      | Solenne Billouin | France   | 2 h 55 min 42 s |
| Médaille d'argent  | Sandra Mairhofer | Italie   | 2 h 57 min 34 s |
| Médaille de bronze | Loanne Duvoisin  | Suisse   | 2 h 58 min 14 s |
| 4                  | Alizée Patiès    | France   | 3 h 0 min 15 s  |
| 5                  | Aneta Grabmüller | Tchéquie | 3 h 8 min 6 s   |
| 6                  | Anna Zehnder     | Suisse   | 3 h 11 min 6 s  |
| 7                  | Marta Menditto   | Italie   | 3 h 13 min 19 s |
| 8                  | Emma Ducreux     | France   | 3 h 14 min 18 s |
| 9                  | Rachel Klamer    | Pays-Bas | 3 h 15 min 42 s |
| 10                 | Romy Spoelder    | Pays-Bas | 3 h 16 min 17 s |